# Tour de l'Ain 2012
La 24ª edición del Tour de l'Ain  tuvo lugar del 7 al 11 de agosto del 2012. Salió de la ciudad de Montmerle-sur-Saône y terminó en la población de Lélex.
Estuvo inscrita en el UCI Europe Tour 2011-2012, dentro de la categoría 2.1.
El ganador final fue Andrew Talansky. Le acompañaron en el podio Sergio Pardilla y Daniel Navarro, respectivamente.
El las clasificaciones secundarias se impusieron Andrew Talansky (puntos), Rudy Molard (montaña), Daan Olivier (jóvenes), Saxo Bank-Tinkoff Bank (equipos) y Jérôme Coppel (ciclista regional).

## Equipos participantes
Tomaron parte en la carrera 18 equipos: 7 de categoría UCI ProTeam; 5 de categoría Profesional Continental; 5 de categoría Continental; y 2 selecciones jóvenes. Formando así un pelotón de 126 ciclistas, con 7 corredores cada equipo, de los que acabaron 92. Los equipos participantes fueron:
| Equipo                           | Cód. UCI | Categoría               | Jefe de filas              |
| -------------------------------- | -------- | ----------------------- | -------------------------- |
| Ag2r La Mondiale                 | ALM      | UCI ProTeam             | Romain Bardet              |
| FDJ-Big Mat                      | FDJ      | UCI ProTeam             | Sandy Casar                |
| Garmin-Sharp                     | GRS      | UCI ProTeam             | Koldo Fernández de Larrea  |
| Movistar Team                    | MOV      | UCI ProTeam             | Marzio Bruseghin           |
| Omega Pharma-QuickStep           | OPQ      | UCI ProTeam             | Dario Cataldo              |
| Team Saxo Bank-Tinkoff Bank      | STB      | UCI ProTeam             | Juan José Haedo            |
| Vacansoleil-DCM Pro Cycling Team | VCD      | UCI ProTeam             | Romain Feillu              |
| Bretagne-Schuller                | BSC      | Profesional Continental | Éric Berthou               |
| Cofidis, le Crédit en Ligne      | COF      | Profesional Continental | David Moncoutié            |
| Saur-Sojasun                     | SAU      | Profesional Continental | Jérôme Coppel              |
| Team Europcar                    | EUC      | Profesional Continental | Anthony Charteau           |
| Team NetApp                      | APP      | Profesional Continental | Markus Eichler             |
| Continental Team Astana          | AS2      | Continental             | Ruslan Tleubayev           |
| Auber 93                         | AUB      | Continental             | Faucon Guillaume           |
| La Pomme Marseille               | LPM      | Continental             | Yohan Cauquil              |
| Leopard-Trek Continental Team    | LET      | Continental             | Eugenio Alafaci            |
| Rabobank Continental Team        | RB3      | Continental             | Moreno Hofland             |
| Selección Joven de Francia       | FRA      | Selección nacional      | Warren Barguil             |
| Selección Joven de Colombia      | COL      | Selección nacional      | Fernando Orjuela Gutiérrez |

## Etapas
| Etapa        | Fecha        | Recorrido                   | km         | Ganador                 | Líder              |
| ------------ | ------------ | --------------------------- | ---------- | ----------------------- | ------------------ |
| 1ª etapa     | 7 de agosto  | Montmerle-sur-Saône-Trévoux | 146,2      | Yauheni Hutarovich      | Yauheni Hutarovich |
| 2ª etapa (a) | 8 de agosto  | Lagnieu-Ambérieu-en-Bugey   | 83,0       | Yauheni Hutarovich      | Yauheni Hutarovich |
| 2ª etapa (b) | 8 de agosto  | Saint-Vulbas-Saint-Vulbas   | 10,7 (CRE) | Omega Pharma-Quick Step | André Schulze      |
| 3ª etapa     | 9 de agosto  | Belley-Montréal-la-Cluse    | 148,5      | Daniel Navarro          | Daniel Navarro     |
| 4ª etapa     | 10 de agosto | Nantua-Septmoncel           | 166,2      | Andrew Talansky         | Andrew Talansky    |
| 5ª etapa     | 11 de agosto | Saint-Claude-Lélex          | 134,7      | Thibaut Pinot           | Andrew Talansky    |

## Clasificaciones finales

### Clasificación general
| Posición | Ciclista              | Equipo                      | Tiempo           |
| -------- | --------------------- | --------------------------- | ---------------- |
|          | Andrew Talansky       | Garmin-Sharp                | 16 h 52 min 29 s |
| 2        | Sergio Pardilla       | Movistar                    | a 12 s           |
| 3        | Daniel Navarro        | Saxo Bank-Tinkoff Bank      | a 38 s           |
| 4        | Daan Olivier          | Rabobank Continental        | a 1 min 08 s     |
| 5        | Jérôme Coppel         | Saur-Sojasun                | a 1 min 22 s     |
| 6        | Mads Christensen      | Saxo Bank-Tinkoff Bank      | a 4 min 10 s     |
| 7        | Guillaume Bonnafond   | Ag2r La Mondiale            | a 4 min 28 s     |
| 8        | Yoann Bagot           | Cofidis, le Crédit en Ligne | a 4 min 38 s     |
| 9        | Serge Pauwels         | Omega Pharma-Quick Step     | a 4 min 44 s     |
| 10       | Juan Ernesto Chamorro | Selección Joven de Colombia | a 5 min 01 s     |

### Clasificación de la montaña
| Posición | Ciclista           | Equipo                      | Puntos |
| -------- | ------------------ | --------------------------- | ------ |
|          | Rudy Molard        | Cofidis, le Crédit en Ligne | 37     |
| 2        | Thibaut Pinot      | FDJ-Big Mat                 | 36     |
| 3        | Alexandr Pliuschin | Leopard-Trek Continental    | 25     |
| 4        | Alexey Lutsenko    | Continental Astana          | 25     |
| 5        | David Moncoutié    | Cofidis, le Crédit en Ligne | 20     |

### Clasificación por puntos
| Posición | Ciclista        | Equipo                 | Puntos |
| -------- | --------------- | ---------------------- | ------ |
|          | Andrew Talansky | Garmin-Sharp           | 52     |
| 2        | Daniel Navarro  | Saxo Bank-Tinkoff Bank | 35     |
| 3        | Sergio Pardilla | Movistar               | 31     |
| 4        | Thibaut Pinot   | FDJ-Big Mat            | 26     |
| 5        | Alexey Lutsenko | Continental Astana     | 25     |

### Clasificación de los jóvenes
| Posición | Ciclista              | Equipo                      | Tiempo          |
| -------- | --------------------- | --------------------------- | --------------- |
|          | Daan Olivier          | Rabobank Continental        | 16h 53 min 37 s |
| 2        | Juan Ernesto Chamorro | Selección Joven de Colombia | a 3 min 53 s    |
| 3        | Alexey Lutsenko       | Continental Astana          | a 4 min 08 s    |
| 4        | Jasper Bovenhuis      | Rabobank Continental        | a 19 min 30 s   |
| 5        | Romain Bardet         | Ag2r La Mondiale            | a 21 min 58 s   |

### Clasificación por equipos
| Posición | Equipo                  | Tiempo          |
| -------- | ----------------------- | --------------- |
|          | Saxo Bank-Tinkoff Bank  | 50h 37 min 09 s |
| 2        | Omega Pharma-Quick Step | a 54 s          |
| 3        | Ag2r La Mondiale        | a 4 min 23 s    |
| 4        | Rabobank Continental    | a 17 min 27 s   |
| 5        | Movistar                | a 25 min 45 s   |

## Evolución de las clasificaciones
| Etapa (Vencedor)                           | Clasificación general | Clasificación por puntos | Clasificación de la montaña | Clasificación de los jóvenes | Clasificación por equipos | Premio de la combatividad | Clasificación del ciclista regional |
| ------------------------------------------ | --------------------- | ------------------------ | --------------------------- | ---------------------------- | ------------------------- | ------------------------- | ----------------------------------- |
| 1.ª etapa (Yauheni Hutarovich)             | Yauheni Hutarovich    | Yauheni Hutarovich       | Nicolas Bazin               | Eugenio Alafaci              | Garmin-Sharp              | Thomas Vaubourzeix        | Julien Bérard                       |
| 2.ª etapa a (Yauheni Hutarovich)           | Yauheni Hutarovich    | Yauheni Hutarovich       | Nicolas Bazin               | Eugenio Alafaci              | FDJ-Big Mat               | Jonathan Thiré            | Julien Bérard                       |
| 2.ª etapa b (CRE) (Omega Pharma-QuickStep) | André Schulze         | Yauheni Hutarovich       | Nicolas Bazin               | Jesús Ezquerra               | Omega Pharma-QuickStep    | Omega Pharma-QuickStep    | Jérôme Coppel                       |
| 3.ª etapa (Dani Navarro)                   | Dani Navarro          | Yauheni Hutarovich       | Alexey Lutsenko             | Daan Olivier                 | Omega Pharma-QuickStep    | Éric Berthou              | Jérôme Coppel                       |
| 4.ª etapa (Andrew Talansky)                | Andrew Talansky       | Andrew Talansky          | Alexandr Pliuschin          | Daan Olivier                 | Movistar                  | Rudy Molard               | Guillaume Bonnafond                 |
| 5.ª etapa (Thibaut Pinot)                  | Andrew Talansky       | Andrew Talansky          | Rudy Molard                 | Daan Olivier                 | Saxo Bank-Tinkoff Bank    | Romain Bardet             | Jérôme Coppel                       |
| Final                                      | Andrew Talansky       | Andrew Talansky          | Rudy Molard                 | Daan Olivier                 | Saxo Bank-Tinkoff Bank    | Romain Bardet             | Jérôme Coppel                       |